# Rhinocricus xanthozonus
Rhinocricus xanthozonus är en mångfotingart som beskrevs av Pocock 1894. Rhinocricus xanthozonus ingår i släktet Rhinocricus och familjen Rhinocricidae. Inga underarter finns listade i Catalogue of Life.